# Platambus fimbriatus
Platambus fimbriatus är en skalbaggsart som beskrevs av Sharp 1884. Platambus fimbriatus ingår i släktet Platambus och familjen dykare. Inga underarter finns listade i Catalogue of Life.